# 팬텀사우루스

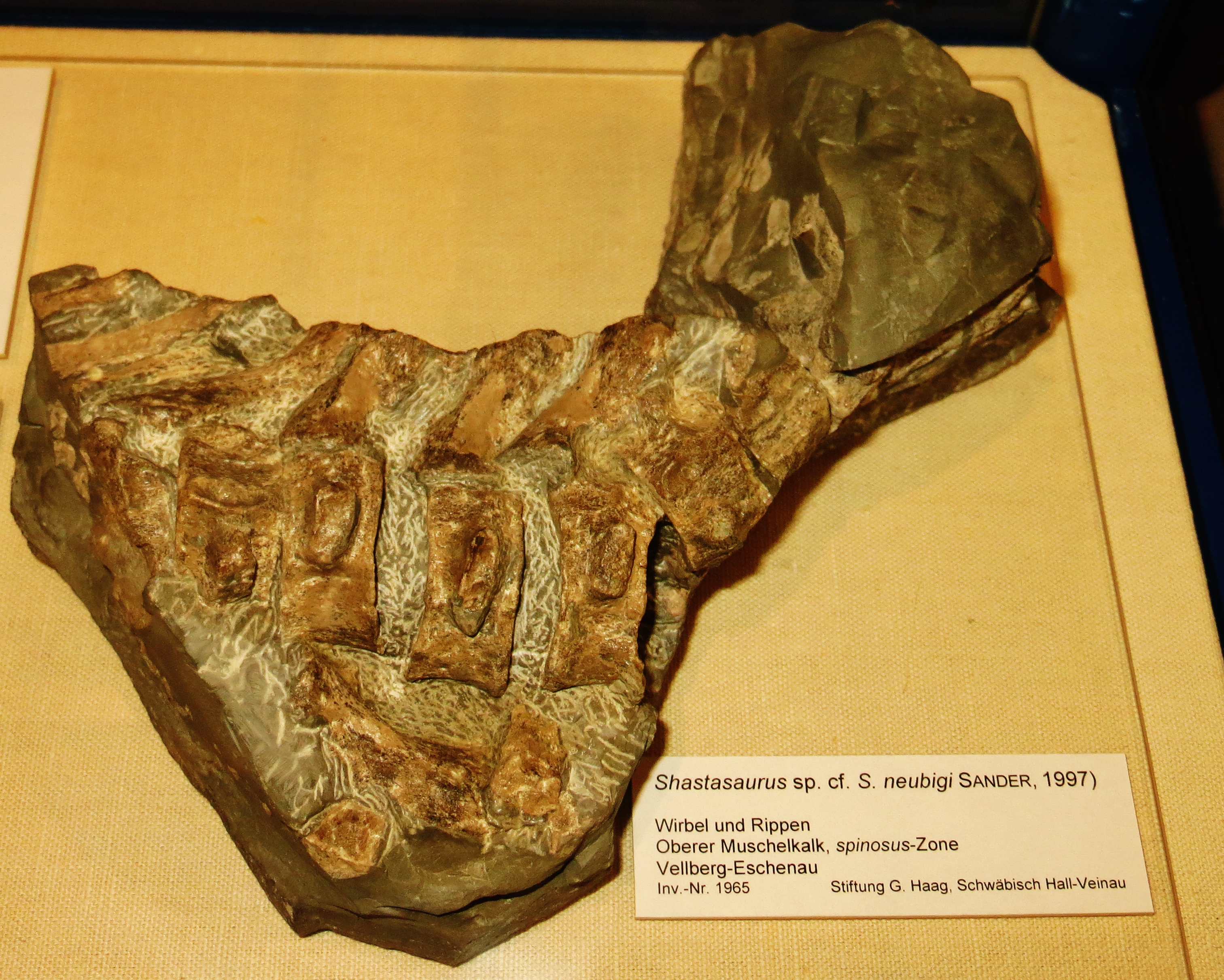

팬텀사우루스(학명:Phantomsaurus neubigi)는 어룡목에 심포스폰딜러스과에 속하는 어룡이다. 지금은 멸종된 종으로 전체적인 몸길이가 4~6m인 거대한 어룡에 속한다.

## 특징
팬텀사우루스는 부분 두개골, 아래턱, 척추와 늑골의 일부(사진), 뒷지느러미로부터 알려져 있다. 뒷지느러미는 매우 길고 가늘며 대퇴골, 경골, 섬유질이 길다. 이러한 특징들은 길이가 길지만 특별히 힘이 세지는 않은 사지를 암시하는데 이것은 상당한 양의 양력을 발생시킬 수 있었을 것이다. 아마도 앞지느러미도 양력을 생성했거나 어룡이 영구적으로 아래쪽으로 향하고 있는 것을 발견했을 것이다. 각 척추의 앞쪽 중심에는 부력을 돕기 위해 대칭으로 된 두 개의 구멍이 있다. 척추뼈에는 또한 알 수 없는 이유로 복측측 켈도 있다. 각각의 기저귀 투석은 매우 길고 후방으로 길게 확장된다. 그들의 관절형 면은 거의 수평이다. 아래턱의 길이는 약 40cm이며 물고기 포자를 위한 원뿔형 이빨이 많다. 측면 표면에서 관절은 직사각형 앞에 있다. 두개골은 대부분 절개되어 있다. 현재까지 발견한 뼈는 왼쪽 사두근골, 후두근이 있다. 후측과 초측근은 함께 상측두측두근의 경계를 이루지만, 유별나게 후측두근은 이 페네스트라와 접촉하지 않는다. 다시 말하지만 이것은 킴보스폰딜루스와 유사하며 이런 점에서는 샤스타사우루스나 미카도세팔루스와는 다르다. 기초 어룡에서 흔히 볼 수 있듯이 바시오카시피탈은 콘딜루스 후치피탈리스와 영역 체외체출의 두 부분으로 나눌 수 있다. 콘딜루스 후두막은 도르소벤트로 납작하게 펴져 있고, 아마 오목한 것으로 다소 안장과 같은 모양을 하고 있었다. 이 점에서 그것은 심보스폰딜러스의 그것과 매우 흡사하며 아마도 몇몇 익룡들보다 더 유연한 아틀라스 척추와 관절을 가지고 있었을 것이다. 뼈의 이 부분 앞쪽은 표면이 매우 평평하고 약간의 결점이 있다. 체외체외막은 측면의 여백이 높아 결핵균이 잘 형성된다. 이것들은 오피스에 측면 봉합되어 있고 이 뼈까지 후방으로 뻗어 있으며 앞쪽으로는 콘딜러스 앞에 약 8mm정도 있다. 각 덩이줄기세포는 길이 13mm, 폭 10mm이며 가장 높은 지점에서 배꼽 표면 위로 최소 8mm 위로 솟아 있다. 삶에서 그것들은 부분적으로 피테리고이드에 의해 가려졌을 것이고 또한 연골 층에 의해서도 가려졌을 것이다. 그들은 오틱 캡슐의 많은 부분에 부착되지 않았을 것이다. 이것은 부분적으로만 보존되어 있고 교양과정은 거의 완전히 사라졌다. 그것의 밑부분은 여전히 부착되어 있어, 가장 뒤쪽 지점의 폭이 15mm 정도였을 것이며 파라페노이드의 기저판으로부터 강하게 설정되지 않았을 것임을 나타낸다. 이것은 익룡에서 원시적인 것으로 여겨진다. 파라바시스페노이드의 기저판은 대략 직사각형이며 그것으로부터 돌출되는 과정인 기저판 형성대가 있다. 이것들 중 오직 왼쪽 하나만 왼쪽의 신경쇠약 때문에 관찰될 수 있다. 삶에서 그것들은 부착되었을 것이다. 프테리고이드는 이 부착이 일어났을 상면에 강한 면을 가지고 있다. 기저판은 길이 27mm보다 넓었지만 오른쪽 프테리고이드가 여전히 자연 위치에서 관절형이기 때문에 실제 너비를 측정할 수 없다. 파라바시스페노이드와 바시오카시피탈 사이의 봉합은 곧았다. 파라바시스페노이드가 프로오틱 뼈와 접촉했을 가능성이 높지만 오피소틱에는 확실히 붙어 있지 않았다. 슬릿처럼 생긴 작은 포라미나 두 개가 바로 파라바시스페노이드 바시큐피탈 봉합 앞에 있다. 그것들은 앞쪽으로는 운하처럼 뼈 속으로 뻗어 들어가며, 아마도 뇌 경동맥의 입구일 것이다. 비록 비정상적으로 뒤쪽으로 멀리 위치하긴 하지만 말이다. 이것들은 뇌케이스 뼈 중 가장 특이한 뼈로, 이전에는 스태프로 잘못 식별되었다. 그들이 겉모습은 아니지만, 그들이 무엇인지 확신하기는 어렵다. 앞서 말한 바와 같이 결핵균에 봉합되어 있어서 자유롭게 움직일 수 없었으며 이는 그들이 이런 식으로 음의 전달을 위한 뼈가 아님을 의미한다. 내과적으로 그것들은 강한 톱니액과 부분적으로 성장한 봉합에 의해 결핵균의 포스터도막 여백에 봉합된다. 이것의 뒤쪽 표면은 봉합에서 극지방의 원점까지 이어지는 급경사 수조를 형성한다. 이 수조의 복측 여백은 뼈의 뒤쪽과 앞쪽 표면도 나누는 좁은 능선에 의해 형성된다. 이 뒤쪽 표면으로부터 뼈의 3분의 1을 나누는 또 다른 능선이 있다. 앞쪽 표면은 오목하게 되어 프로포틱과의 접촉을 향해 넓어진다. 이 접촉은 보존되지는 않았지만 단단히 봉합되어 있었을 것이다. 뼈 안에는 많은 불규칙한 충치가 있는데 이것은 막이 있는 귓속 미로의 일부였을 수도 있다. 파라오키피탈 과정은 어룡에게 25mm 정도로 유난히 길지만 전체 오피소틱은 38mm 길이에 불과하다. 또한 무테로포스테리하게 압축되어 납작한 모양을 준다. 오피스의 내적 부분도 두드러지게 오식화되어 있는데 이것은 다른 많은 익룡들과 닮지 않았다. 외시피탈과 오피소틱은 밀접하게 연결되어 있는데 이는 사실상 포아멘 메타툼이 이 두 뼈에 완전히 둘러싸여 있다는 것을 의미한다. 다른 어떤 어룡도 이런 특징을 가지고 있지 않다. 또 다른 작은 포아멘, 아마도 포아멘 네르비 하이포글로스시(foramen nervi hypoglosi)가 외측을 통해 빠져나오고 있다. 이것들은 매우 형편없이 보존되어 있고 각각의 뼈 덩어리가 촘촘히 박힌 해면 덩어리만 남아 있다. 그러나 두 가지 결론을 내릴 수 있는데, 그것은 오피시토틱 뼈에 단단히 봉합되어 있었고 그들은 유달리 잘 다듬어져 있었다. 관절형 두개골에서 그들은 피테리고이드에 의해 가려졌을 것이다. 앞서 말한 바와 같이 이 뼈들은 오피토틱에 봉합하지 않고 융합되어 포아멘 메타툼의 후방을 형성하였다. 이것 외에도 그들은 포아멘 후두피탈 마그넘 주위에 바시오카피탈과 초구체피탈 사이에 뼈의 두 기둥을 형성하는 어룡에게는 꽤 정상적인 것이었다. 이 두 뼈 사이의 봉합은 곧고 거의 봉합되지 않았는데 이것이 왜 대뇌가 분리되어 있는지 알 수 있다. 이 뼈의 앞쪽 표면은 가로와 세로 모두 오목하다. 오목한 앞 표면의 등측 가장자리에서 각각 하나씩 잘 발달된 두 개의 포아미나 내분성 등받이를 가지고 있다. 이러한 등받이는 굵어지고 넓어진다. 두정맥과의 접촉은 아마도 강하지 않았을 것이고 따라서 등지 표면의 미완성된 외관일 것이다. 가장 특이한 특징은 등지 표면도 두 개의 두꺼운 갑피를 가진 껍질을 가지고 있는데 표면이 매끈하고 밑부분이 넓어서 두정골의 일부가 될 수 없다는 점이었다. 이것은 근위암모양의 후두정맥에만 동질적일 수 있는 초두정맥과 두정맥 사이에 쌍체 두정맥의 존재를 보여준다. 심보스폰딜러스의 어떤 종에도 비슷한 것이 있을지도 모른다. 이것은 두뇌케이스의 일부가 아니라 몇 가지 특징(위 참조)에 의해 밀착되어 있었다. 왼쪽은 더 잘 보존되어 있지만 오른쪽은 여전히 뇌케이스에 붙어 있는 반면에 오른쪽은 뇌케이스에서 분리되어 있다. 구개골 라무스는 얇지만 넓은 뼈판이며 능선이 내측 여백을 보강한다. 그것은 또한 작은 인터스테리드 페네스트라의 측면 여백을 형성했다. 기본 면은 오목하고 타원형이며 무테로포스테리하게 길쭉하다. 여기에 포스터처럼 작고 뾰족한 과정이 존재하며 길이는 5mm에 불과하다. 이는 심보스폰딜러스가 매우 두드러지고 잘 발달된 포스터의학 과정을 거쳤던 것과는 정반대다. 4중 라무스는 오목한 내면의 표면을 가지고 있었지만 달리 잘 보존되어 있지 않다. 관절형 상태에서 프테리고이드는 파라바시스페노이드의 전체 측면 여백과 최소한 덩어리 바시오카피탈레의 일부를 덮었다. 분류학적으로 보면 팬텀사우루스는 미들 트라이아스기 말기에 살았던 멸종된 어룡의 한 속이다. 약 6미터에 50cm의 해골과에 속했었을 것이다. 독일 남부에서 팬텀사우루스 너비기 종의 화석이 발견되었다. 1965년에 발견되었고 1997년에 산더가 어퍼 머셸칼의 바위에서 샤스타사우루스의 한 종으로 명명하였다. 좀 더 최근인 2005년엔 두개골 부분의 맞춤과 형평성에 의해 연구되었다. 그들은 그것이 뇌케이스 형태학 측면에서 알려진 모든 어룡들 사이에서 독특하다는 것을 발견했다. 많은 다른 이크티오사우루스과를 위해 긴밀한 관계에도 불구하고 특히 다른 익룡들보다 디옵시드와 유사한 매우 원시적인 두개골 부분 것으로 보인다. 먹이로는 당대에 서식했던 물고기, 갑각류, 두족류를 주로 섭식했을 육식성의 포식자로 추정되는 종이다.

## 근연종들과의 비교
팬텀사우루스에는 다음과 같은 근연종들이 있는데 이 항목에서 팬텀사우루스의 근연종들에 대한 내용을 모두 다룬다.
- 콘딜루스 후두막은 오목했다. 이것은 심보스폰딜러스와 비슷하지만, 대부분의 다른 트라이아스기, 쥐라기 익룡과는 매우 다르다. 큰 부위 체외체외는 다른 당대의 익룡들과 함께 플레시오모르피처럼 보이는데 나중에 그들로부터 내려온 익룡들은 이러한 특징을 가지고 있지 않기 때문이다.

- otic캡슐은 다른 익룡들 사이에서 알려진 것과 다르지만 보존 상태가 좋지 않아 제대로 기술할 수 있는 것은 거의 없다.

- 파라오키피탈 과정은 다른 어룡인 쇼니사우루스에서만 존재하지만, 그것들은 다른 모양을 하고 있다.

- 익룡은 익룡이 아닌 다른 익룡에게 있어 이것이 플레시오모르피임을 나타낸다.

일반적으로 뇌케이스, 오틱캡슐, 두개골의 다른 부분은 다른 익룡보다 영이나 같은 기저 디옵시드와 더 밀접하게 닮아 있으며 특히 나중엔 이크티오사우루스나 안과사우루스 같은 파생형식을 더 많이 닮아 있다. 이들 플라이오모르피스는 어룡을 뇌케이스 구조로 분류하는 것이 정확하지 않다는 것을 시사한다. 하지만 다른 완전한 뇌 케이스는 기초 익룡에게서 거의 발견되지 않았기 때문에 구별하기가 어렵다.

## 생존시기와 서식지와 화석의 발견
팬텀사우루스가 생존하였던 시기는 중생대의 트라이아스기 초기서 지금으로부터 2억 4500만년전~2억 2000만년전에 생존했던 종이다. 생존했던 시기에는 유럽을 중심으로 하는 대서양, 지중해, 북극해에서 주로 서식했던 어룡이다. 화석의 발견은 2000년에 유럽의 트라이아스기에 형성된 지층에서 유럽의 고생물학자들에 의해 처음으로 화석이 발견되어 새롭게 명명된 종이다.

## 같이 보기
- 파충류
- 중생대
- 트라이아스기
- 어룡
- 화석